# コンフェデレーション線

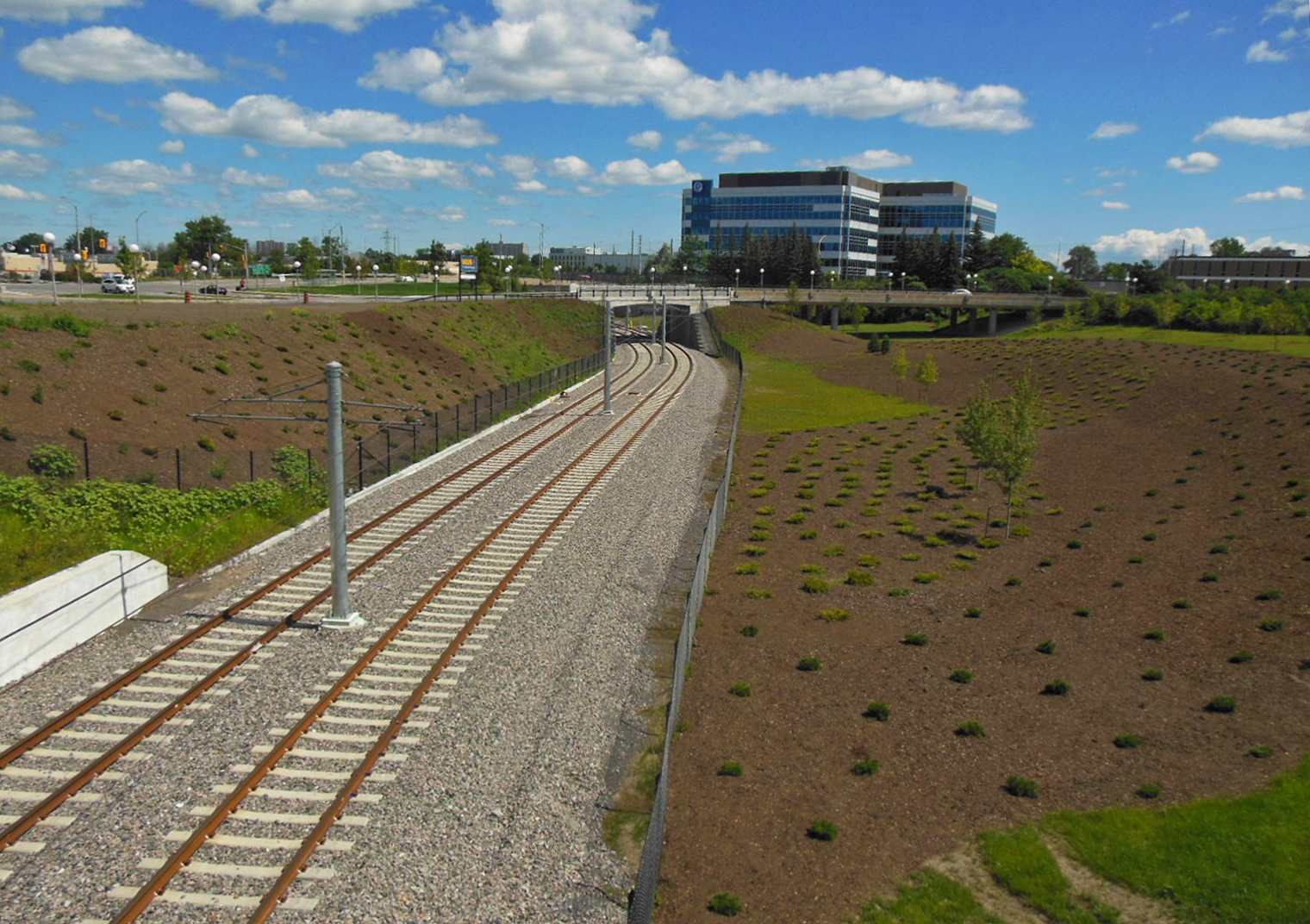
コンフェデレーション線の専用軌道

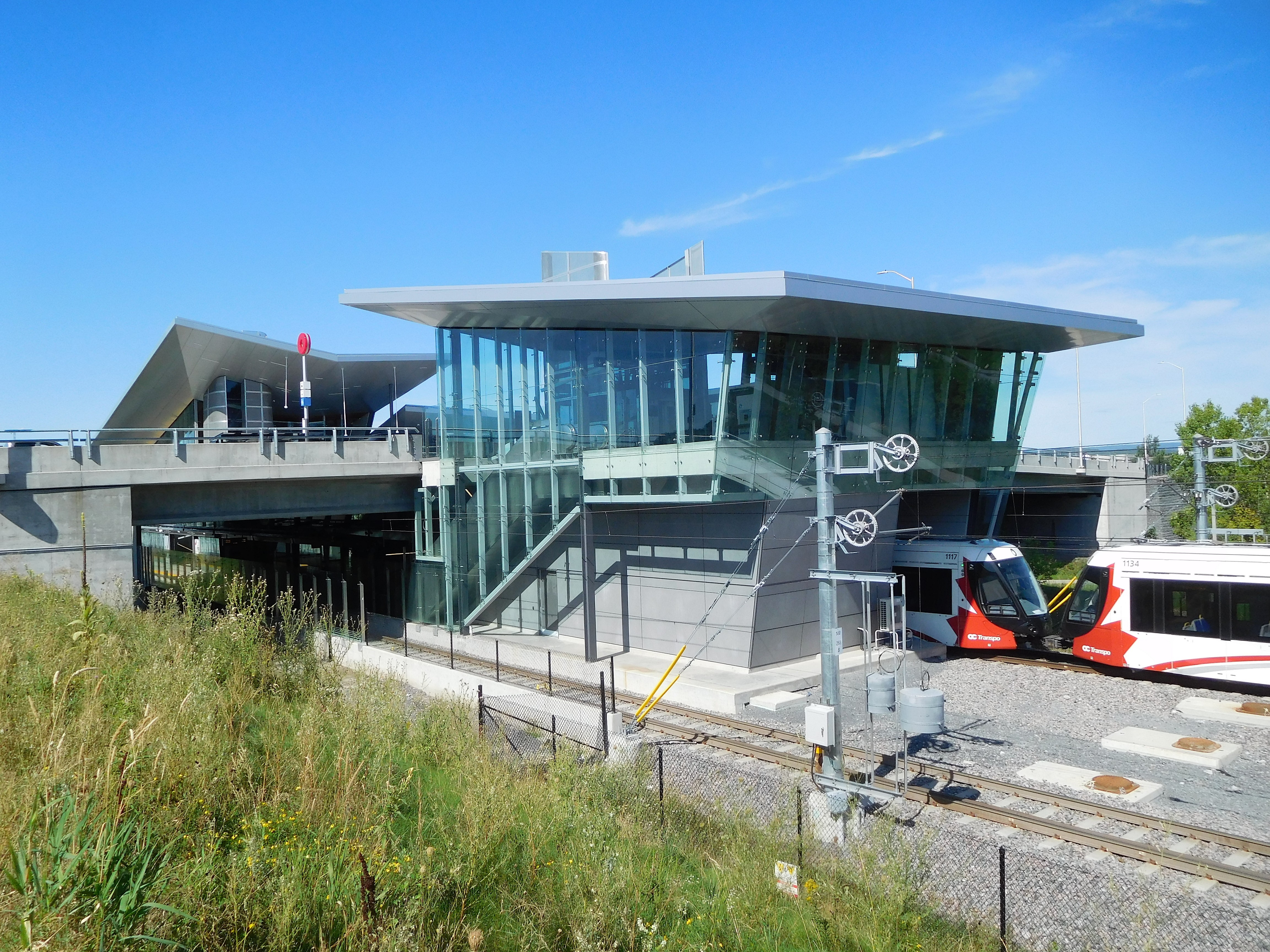
ピミシ駅

コンフェデレーション線(英語: Confederation Line、フランス語: Ligne de la Confédération)は、カナダオンタリオ州オタワのオタワ・カールトン地域交通公社(OC Transpo)によるLRT路線である。O-トレインのコンフェデレーション線として運行している。市内とO-トレインの（トリリウム線）とVIA鉄道のオタワ駅を経由する路線でLRT（ライトレール）方式で一部区間は地下区間を走る。

## 歴史
- 2012年12月19日：市議員に全会一致で承認
- 2013年：建設開始
- 2015年4月中旬：建設のため、オタワ・トランジットウェイの路線の一部が変更となる。
- 2019年3月：延伸区間（Stage 2）の建設が市議会で可決
- 2019年9月14日：開業

## 駅一覧
すべてオタワにある。トランブレイ駅でVIA鉄道オタワ駅に接続、ベイビュー駅でO-トレイン（トリリウム線）に接続する。市内中心部を走る2.5kmの区間は地下鉄となり、リドー駅、パーラメント駅、リオン駅の3つの駅は地下駅となっている。延伸区間（Stage 2）は2019年に着工、2025年の全線開業が予定されている。延伸区間のうち西側はリンカーン・フィールズ駅を境に二系統に分かれ、アルゴンキン駅までの区間が1号線、ムーディー駅までの区間が3号線となる予定である
| 駅                                         | 営業キロ | 接続路線、施設                            | 方式 | 開業年度       |
| ------------------------------------------ | -------- | ----------------------------------------- | ---- | -------------- |
| トリム駅(Trim)                             |          |                                           | 地上 | 2025年開業予定 |
| プラス・ドレルアン駅(Place d'Orléans)      |          |                                           | 地上 | 2025年開業予定 |
| オレルアン・ブルーバード駅(Orleans Blvd)   |          |                                           | 地上 | 2025年開業予定 |
| ジャンヌ・ダルク駅(Jeanne D'Arc)           |          |                                           | 地上 | 2025年開業予定 |
| モントリオール駅(Montreal)                 |          |                                           | 地上 | 2025年開業予定 |
| ブレア駅(Blair)                            | 0.0      | オタワ・トランジットウェイ                | 地上 | 2019年9月14日  |
| シアビル駅(Cyrville)                       |          |                                           | 地上 | 2019年9月14日  |
| セント・ローレント駅(St. Laurent)          |          |                                           | 地上 | 2019年9月14日  |
| トランブレイ駅(Tremblay)                   |          | VIA鉄道オタワ駅                           | 地上 | 2019年9月14日  |
| ハードマン駅(Hurdman)                      |          | ハードマン公園 オタワ・トランジットウェイ | 地上 | 2019年9月14日  |
| リース駅(Lees)                             |          |                                           | 地上 | 2019年9月14日  |
| オタワ大学駅(uOttawa)                      |          | オタワ大学                                | 地上 | 2019年9月14日  |
| リドー駅(Rideau)                           |          | リドー運河                                | 地下 | 2019年9月14日  |
| パーラメント駅(Parliament/Parlement)       |          | リドーホール                              | 地下 | 2019年9月14日  |
| リオン駅(Lyon)                             |          |                                           | 地下 | 2019年9月14日  |
| ピミシ駅(Pimisi)                           |          |                                           | 地上 | 2019年9月14日  |
| ベイビュー駅(Bayview)                      |          | O-トレイン（トリリウム線）                | 地上 | 2019年9月14日  |
| タニーズ・パスチュアー駅(Tunney's Pasture) | 12.5     | オタワ・トランジットウェイ                | 地上 | 2019年9月14日  |
| ウェストボロ駅(Westboro)                   |          |                                           | 地上 | 2025年開業予定 |
| ドミニオン駅(Dominion)                     |          |                                           | 地上 | 2025年開業予定 |
| クリアリー駅(Cleary)                       |          |                                           | 地下 | 2025年開業予定 |
| ニュー・オーチャード駅(New Orchard)        |          |                                           | 地下 | 2025年開業予定 |
| リンカーン・フィールズ駅(Lincoln Fields)   |          | 1号線、3号線                              | 地上 | 2025年開業予定 |
| アイリス駅(Iris)                           |          |                                           | 地上 | 2025年開業予定 |
| アルゴンキン駅(Algonquin)                  |          | オタワ・トランジットウェイ                | 地上 | 2025年開業予定 |
| クィーンズヴュー駅(Queensview)             |          |                                           | 地上 | 2025年開業予定 |
| パインクレスト駅(Pinecrest)                |          |                                           | 地上 | 2025年開業予定 |
| ベイショア駅(Bayshore)                     |          |                                           | 地上 | 2025年開業予定 |
| ムーディー駅(Moodie)                       |          | オタワ・トランジットウェイ                | 地上 | 2025年開業予定 |

## 運行時間
運行間隔は5 - 8分間隔、夜間、深夜は8 - 15分間隔である。
- 月曜日 - 金曜日：5時 - 深夜1時
- 金曜日：5時 - 深夜2時
- 土曜日：6時 - 深夜2時
- 日曜日・祝日：8時 - 夜11時

## 料金
5歳以下は無料、小人、高齢者、貧困層は割引となる。
- $3.45：シングルチケット交通カード（Presto、ParaPay)
- $3.50：シングルチケット現金・自動券売機
- $10.50：1日券

## ギャラリー

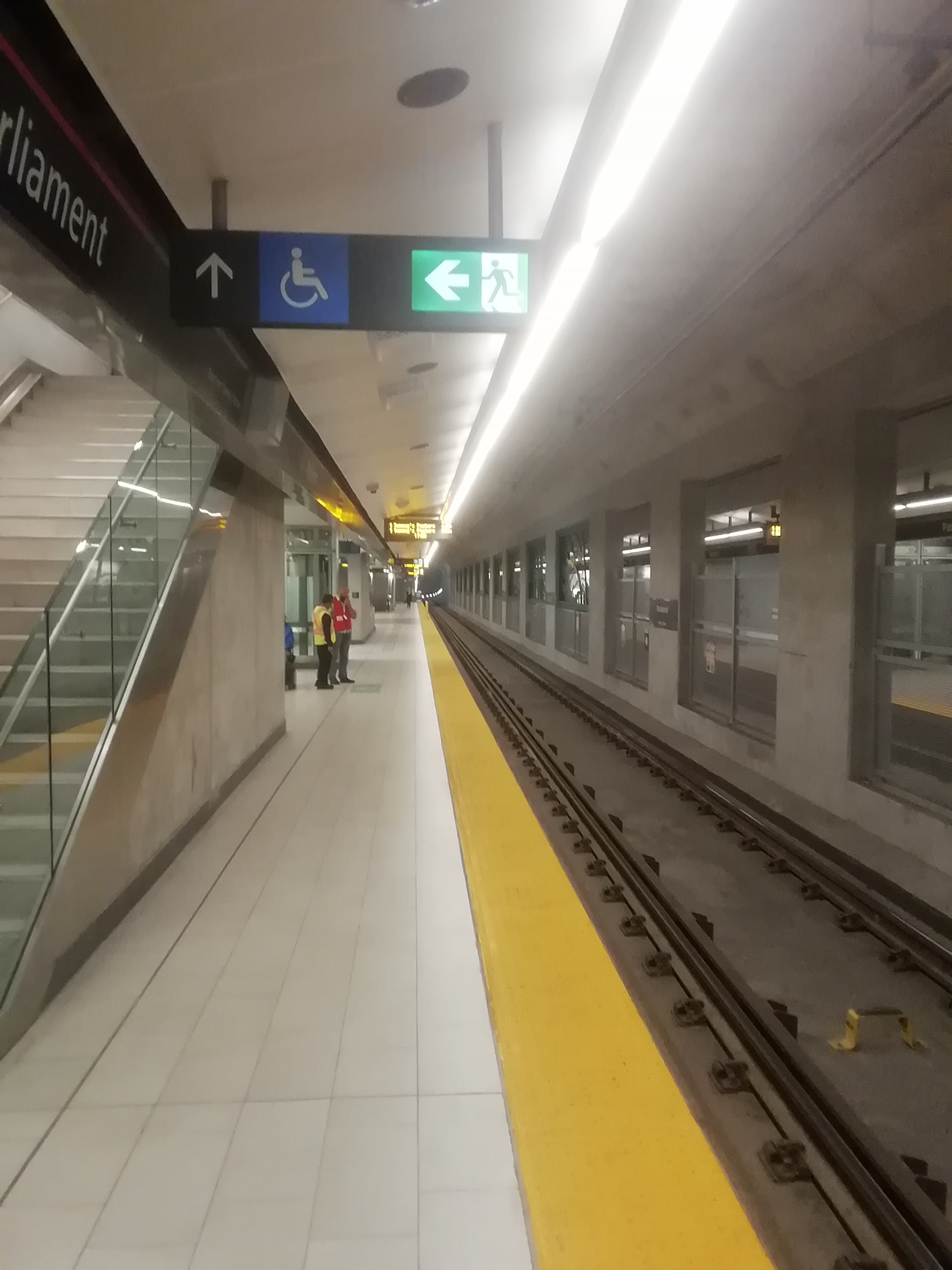
パーラメント駅の地下ホーム
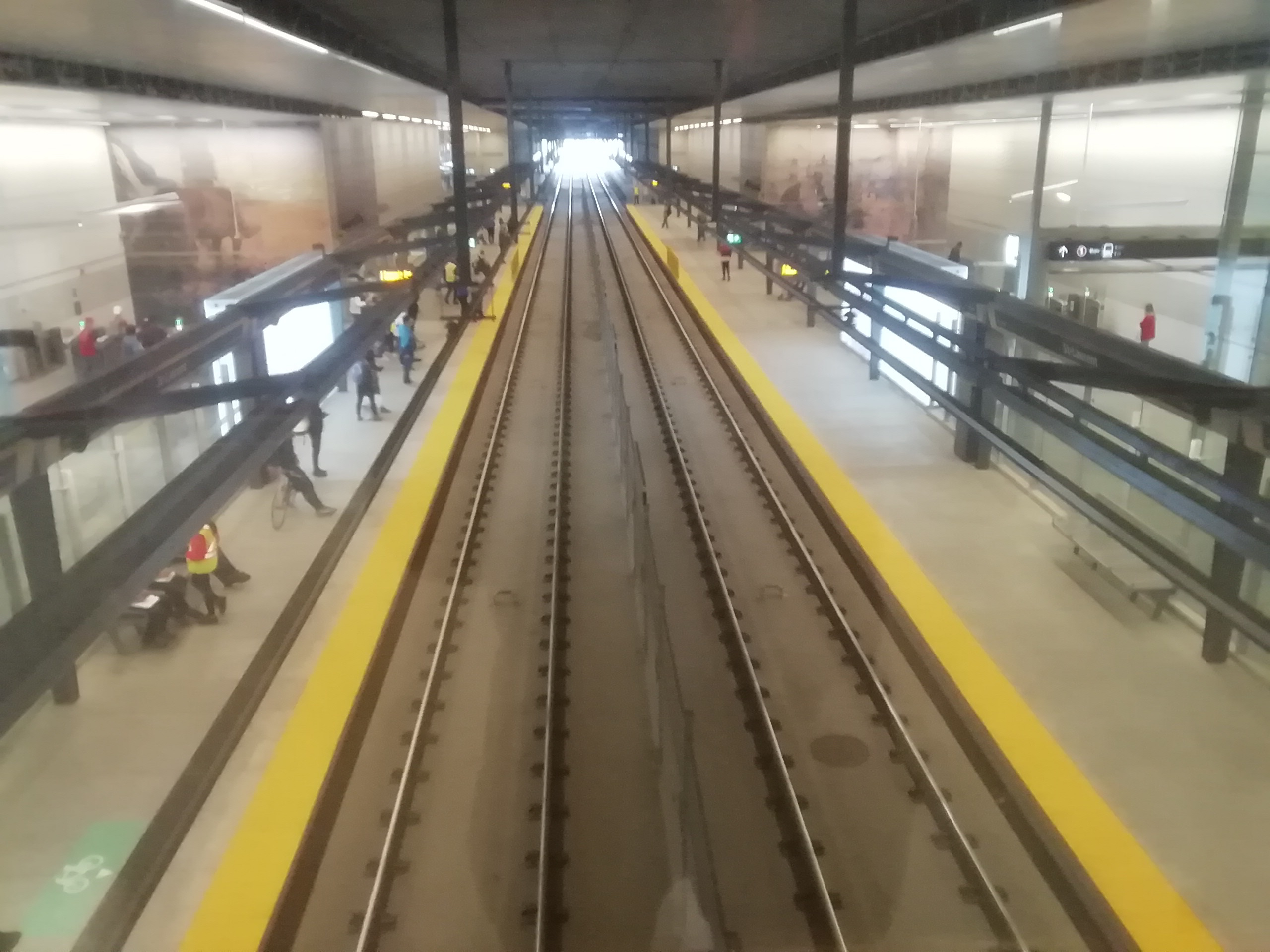
セント・ローレント駅
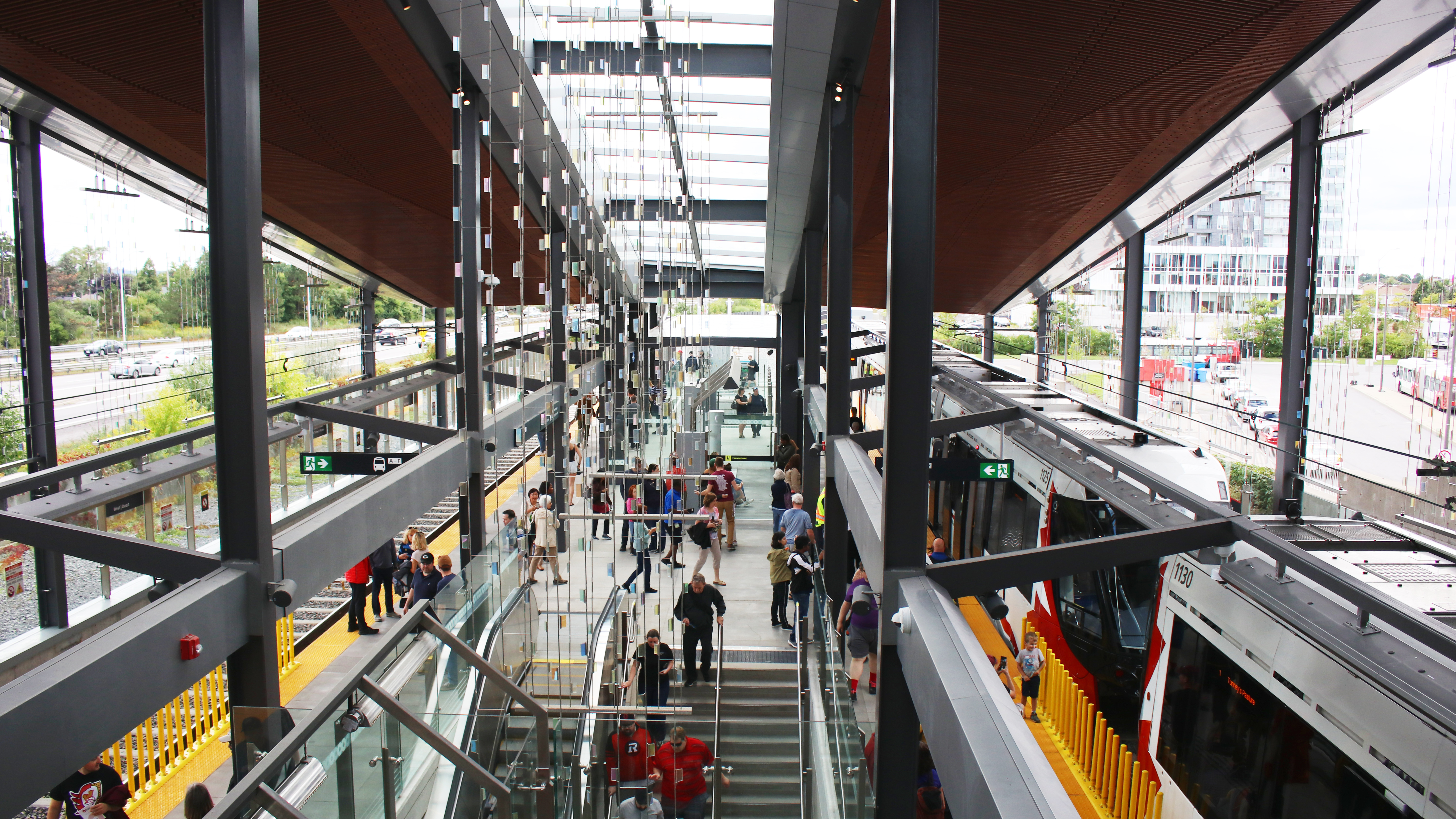
ブレア駅
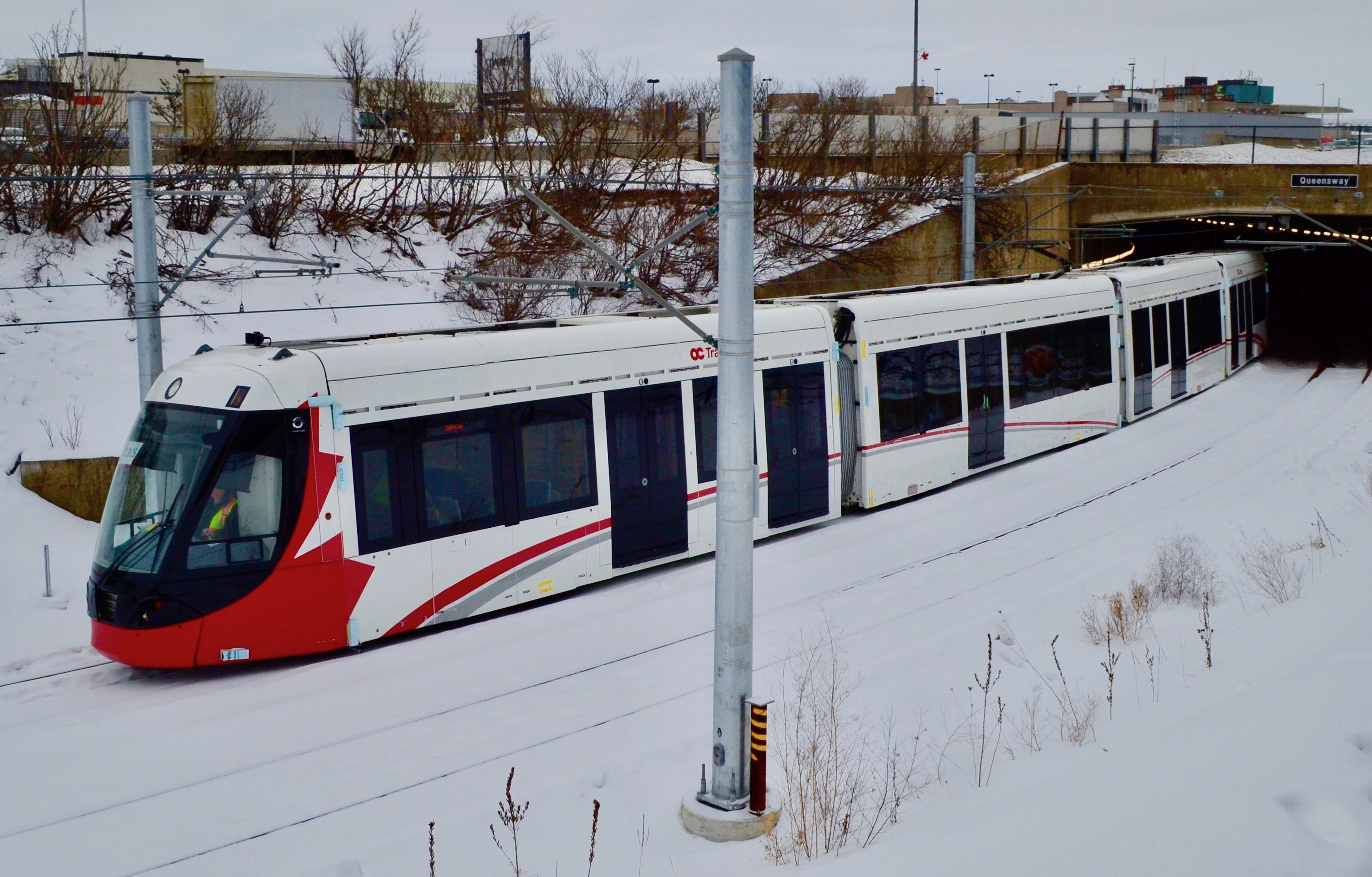
アルストム製の車両
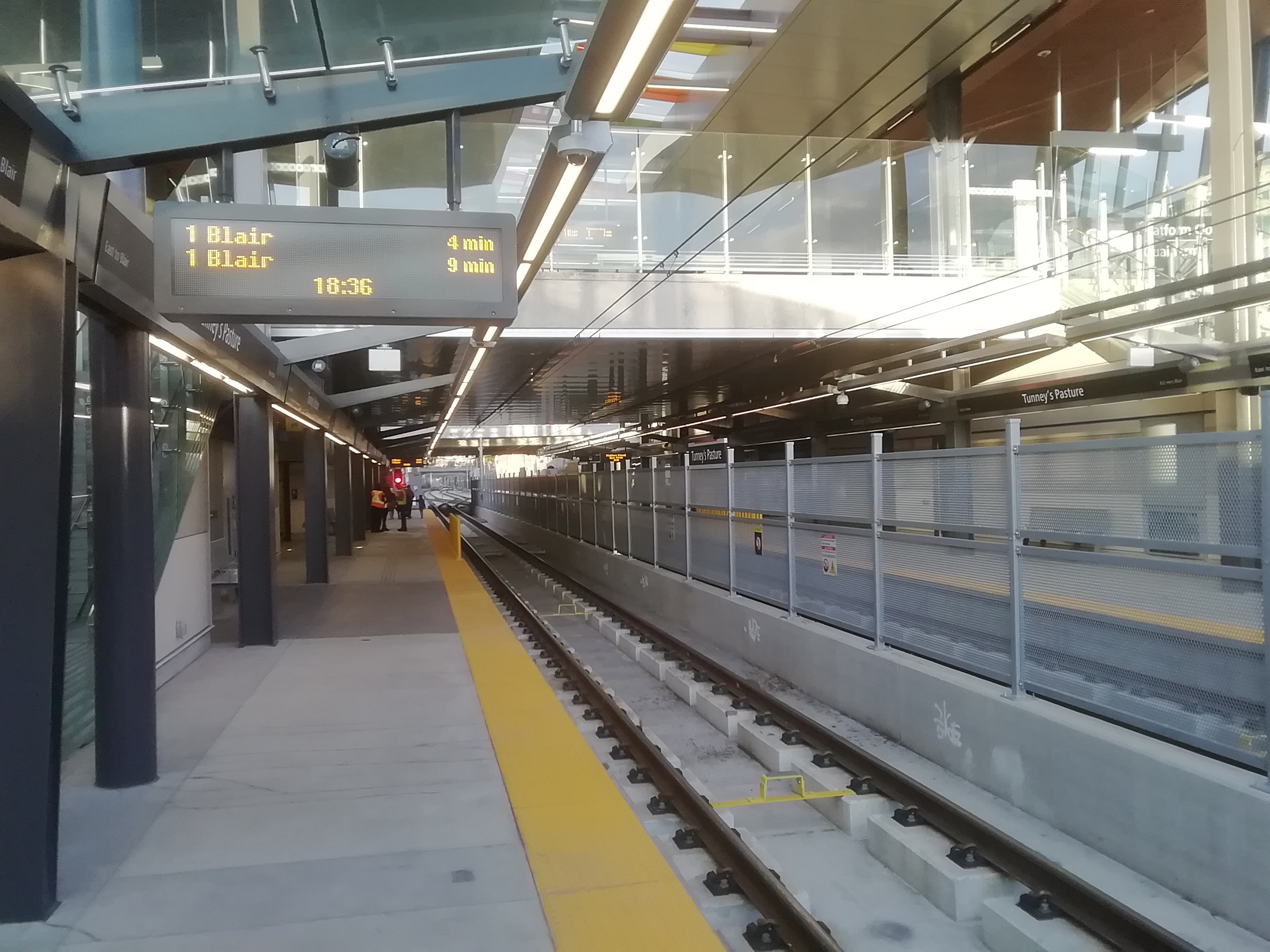
タニーズ・パスチュアー駅
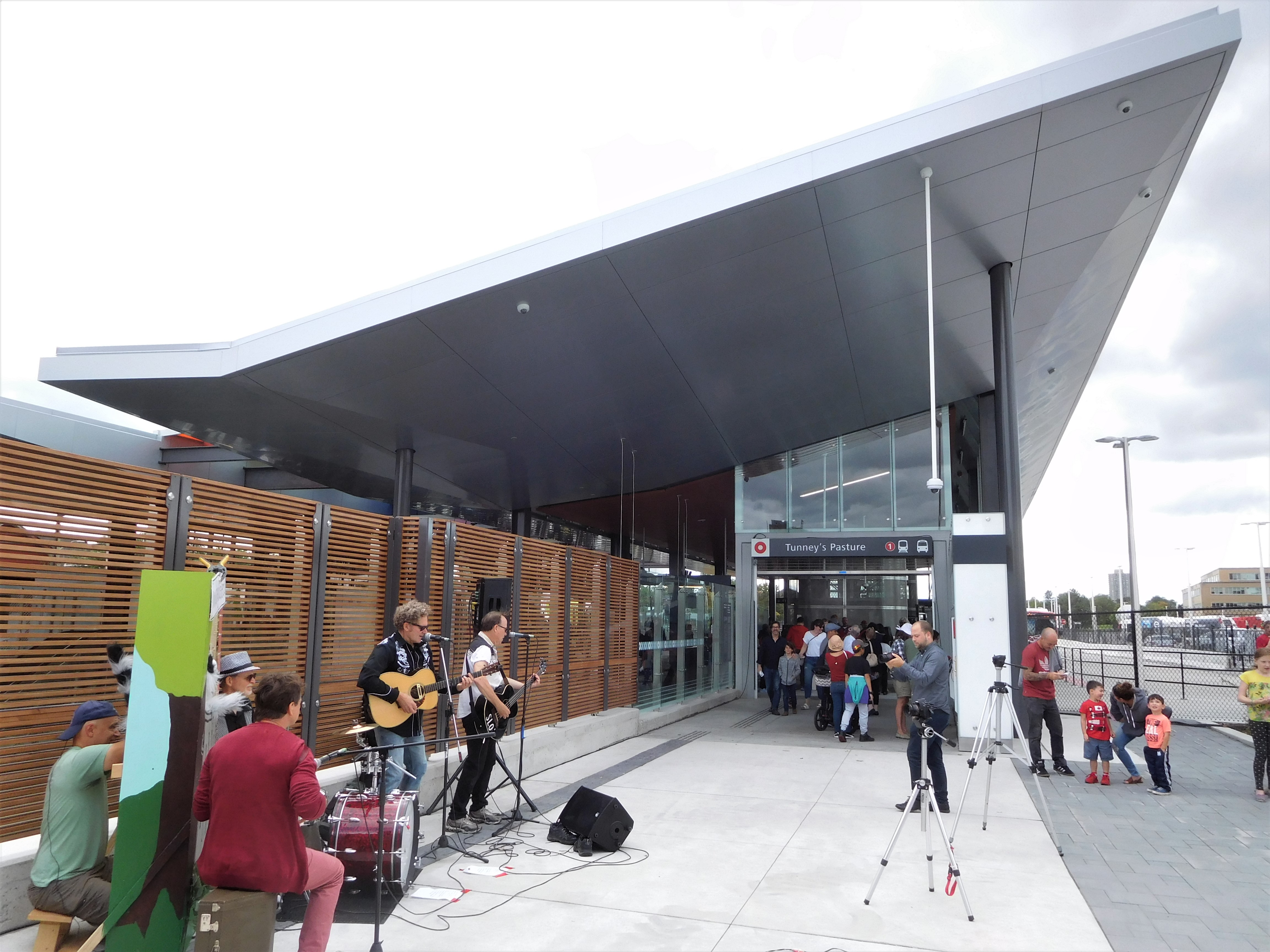
タニーズ・パスチュアー駅の駅舎